# Vitalina Koval
Vitalina Koval (Oekraïens: Вiталiна Коваль) (Uzhgorod, 16 februari 1990) is een Oekraïense mensenrechtenverdediger. Koval komt vooral op voor vrouwen- en LGBT-rechten. Zelf is ze lesbisch. In interviews vertelt ze over hoe bang ze was om uit de kast komen uit angst voor reacties. Maar toen een vriendin zelfmoord pleegde omdat haar omgeving niet kon aanvaarden dat ze lesbisch was, kon Vitalina niet meer doen alsof. Op haar 25ste besloot ze niet langer haar geaardheid te verstoppen.

## Activisme
Nadat ze uit de kast is gekomen, richtte ze in haar geboortestad een centrum op ter ondersteuning van LGBT-jongeren. Ze wordt gezien als een voortrekker en boegbeeld van LGBT-activisme in haar land. Als reactie op haar activisme werd ze op de Internationale Vrouwendag van 2018 aangevallen door extremisten tijdens een demonstratie. Haar aanvallers gooiden een rode chemische stof in haar ogen. Ze hield er brandwonden aan over en ze moest vluchten naar een andere stad. Vandaag de dag woont ze op een geheime locatie in Kiev. Ook in het jaar ervoor werd Vitalina aangevallen op de Internationale Vrouwendag. Haar droom is om een Gay Pride te willen meemaken in Uzhgorod, haar geboortestad.
Koval bekritiseert de Oekraïense autoriteiten dat ze niet adequate reageren op de verschillende aanvallen en bedreigingen. Activisten in Oekraïne ervaren klopjachten en anti-propaganda tegen hen, wat hun werk moeilijk maakt.